# Пайол
Пайо́л, также пайоль или паёл (от фр. payol, итал. pagliolo), слань, ры́бина — съёмный настил на дне судна в шлюпке или яхте, в больших судах и кораблях — настил на деке грузового трюма, румпельных и прочих судовых и корабельных помещений, на палубе судна (у старых судов, построенных до 1970-х годов), на палубе провизионных кладовых.

## Описание
Назначение пайола (рыбины) в маломерных судах (шлюпках, яхтах, катерах)  — предохранять днище от повреждений, равномерно распределять нагрузку и создавать ровную поверхность для удобства перемещения по судну.
На шлюпках в пайоле сделаны упоры для ног гребцов. В некоторых парусных судах на пайоле сидят члены команды при движении под парусом.
В грузовых судах пайол используется для защиты груза от намокания, а также для предохранения днища от повреждений при падении груза.
В больших судах и кораблях пайол ныне применяется редко. Ныне его можно встретить в рефрижераторных трюмах. Пайол на деке грузового трюма и прочих судовых помещений, как правило, съёмный, он создан для того, чтобы груз не был испорчен конденсатом и прочими жидкостями (иногда маслом), которые, собираясь под пайолом, не касаются груза и свободно стекают в льяла трюмов.
Съёмный или частично съёмный пайол снимают после выгрузки груза для уборки жидкости и мусора.
В металлических судах роль пайола выполняет съёмный настил судна (англ. detachable ceiling).
Пайолы для маломерных судов, как правило, изготавливаются из дерева; в надувных лодках и байдарках часто применяются надувные пайолы, изготовленные из ПВХ-ткани.